# Мильно-Бліхівський зоологічний заказник
Ми́льно-Блі́хівський заказник — загальнозоологічний заказник місцевого значення в Україні. Розташований у межах Тернопільського району Тернопільської області, в тому числі у кв. 18—30 Мшанецького лісництва державного підприємства «Тернопільське лісове господарство» (лісові урочища Мильно і Бліх).
Площа 3488 га. Створений відповідно до рішення виконкому Тернопільської облради № 198 від 30 червня 1986 року. Перебуває у віданні Тернопільського обласного управління лісового господарства — 525 га, Мильнівська сільради — 2963 га.
Під охороною — численна мисливська фауна: заєць сірий, вивірка, сарна, свиня дика та інші.
Рішенням Тернопільської обласної ради № 15 від 22 липня 1998 року миссливські угіддя надані в користування Тернопільського обласного управління лісовим господарства як постійно діюча ділянка з охорони, збереження та відтворення мисливської фауни.